# Leonhard Haskel

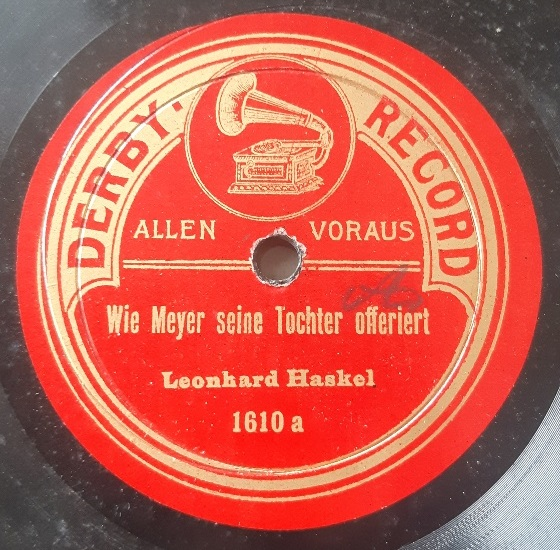
Schallplatte von Leonhard Haskel (Berlin 1908)

Leonhard Haskel (* 7. April 1872 in Seelow; † 30. Dezember 1923 in Berlin) war ein deutscher Schauspieler, Oberregisseur und Dramaturg.

## Leben und Wirken
Haskel begann 1898 seine künstlerische Tätigkeit in der Funktion eines Oberregisseurs und Dramaturgen am Berliner Sanssouci-Theater. Nach diversen Anschlussengagements an mehreren anderen Bühnen der Hauptstadt wie dem Metropol-Theater, an denen er sowohl als Komiker wie als Charakterdarsteller reüssierte, gründete er noch vor dem Ersten Weltkrieg seine eigene Tourneebühne, das „Leonhard-Haskel-Gastspiel“, mit der er unter anderem Hamburg, Dresden, Leipzig, Chemnitz, Karlsruhe, Königsberg und Halle bereiste. Später firmierte Leonhard Haskel auch als Oberspielleiter und Schauspieler (Fach: Charakterkomiker) am Possentheater in Berlin und zuletzt an den dortigen Meinhardt-Bernauer-Bühnen.
Nachdem er bereits 1907 in drei Tonbildern mitgewirkt hatte, war Haskel von 1915 bis zu seinem Tod Ende 1923 auch ein gefragter Filmschauspieler (vorwiegend Chargen), sowohl in Charakter- als auch in komischen Rollen. Er spielte Oberlehrer und Kunsthändler, Sultane und Wärter, Notare und Generäle, Operndirektoren und Minister, Polizeiinspektoren und Schuster. Laut The German Early Cinema Database spielte er allein zwischen 1907 und 1920 in 31 Stummfilmen mit.
Haskel trat auch als Bühnenautor in Erscheinung. 1917 schrieb er das Libretto zu Walter Brommes dreiaktiger Operette Die Kinopuppe.
Haskel verfasste auch Manuskripte zu Filmen, unter anderen zu mehreren Folgen der Serie Krause mit dem Darsteller Karl Neisser, schrieb literarische Vorlagen für Filme und führte bei drei Filmen Regie.

## Tondokumente
In seiner Glanzzeit als Schauspieler und Operettenkomiker besang er in den Jahren vor und im Ersten Weltkrieg auch Edisoncylinder und Grammophonplatten, zum Teil mit namhaften anderen zeitgenössischen Darstellern:

### Edison Goldguss-Walzen
- EGW   15 546  Willst Du mein Cousinchen sein? (Musik: Victor Hollaender)
- EGW   15 600 Die Schweinenot (Musik: Victor Hollaender)
- EGW   15 663 Ich liebe Dir, ich liebe Dich (Musik: August Philipp) (Duett mit Anna Müller-Lincke)
- EGW   15 727  Karl der Große (Musik: Victor Hollaender)

### Grammophonplatten
- Gr 2-44 04, auch 2-44 012 (mx. 3877 k) Gauner-Duett (Musik: Victor Hollaender)(mit Fritzi Massary)
- Gr 3-42 892 (mx. 3301 r) Die Leute vom Kurfürstendamm (Musik: Victor Hollaender)
- Gr 3-42 893 (mx. 3312 r) A.E.G.-Couplet (Musik: Vicor Hollaender)
- Odeon X-64 882 und X-64 892   Der messenger boy (Duett mit Guido Thielscher) I und II
- Odeon 34 793 Eitzes[4] (Musik: Victor Hollaender)
- Odeon 34 794 Die Schweinenot (Musik: Victor Hollaender)
- Janus-Record 5375 (mx. 1150) Der Freiwillige : jüdische Rezitation. Leonhard Haskel, Berlin
- Janus-Record 5375 (mx. 1152) Der Motorführer : jüdische Rezitation. Leonhard Haskel, Berlin

## Operetten
- Die Kinopuppe. Posse in 3 Akten von Leonhard Haskel. Gesangstexte von Will Steinberg. Musik von Walter Bromme. Berlin, Bühnenverlag Ahn & Simrock, um 1917.

## Filme (Auswahl)
- 1907: Lumpenguste und Schmierenkarl. Tonbild[5]
- 1907: Abends nach Neune. Tonbild[6]
- 1907: Roland und Victoria. Tonbild[7]
- 1916: Die Klabriaspartie
- 1916: Ein Blatt Papier
- 1917: Rennfieber
- 1917: Die Nichte des Herzogs
- 1918: Die Dame im Schaufenster
- 1918: Katinka
- 1918: Der fliegende Holländer
- 1918: Europa postlagernd
- 1918: Der ewige Zweifel
- 1918: Das Geheimnis der Amerika-Docks
- 1919: Die Geächteten
- 1919: Der Knabe in Blau
- 1920: Begierde
- 1920: Der verlorene Schatten
- 1920: Die Kwannon von Okadera
- 1920: Herztrumpf
- 1920: Judith Trachtenberg
- 1920: Uriel Acosta
- 1920: Das Mädchen aus der Ackerstraße. 1. Teil
- 1920: Katharina die Große
- 1921: Irrende Seelen
- 1921: Das Spiel mit dem Feuer
- 1921: Marizza, genannt die Schmugglermadonna
- 1921: Die schwarze Pantherin
- 1921: Der Silberkönig (4 Teile)
- 1921: Der Roman eines Dienstmädchens
- 1921: Filmbanditen
- 1921: Das Kind der Straße
- 1922: Dr. Mabuse, der Spieler (2 Teile)
- 1922: Der brennende Acker
- 1922: Der Liebesroman des Cesare Ubaldi
- 1922: Sie und die Drei
- 1922: Lola Montez, die Tänzerin des Königs
- 1922: Die fünf Frankfurter
- 1922: Der Graf von Charolais
- 1923: Die Frau mit den Millionen
- 1923: Die Kette klirrt
- 1923: Schlagende Wetter
- 1923: Die Magyarenfürstin
- 1923: Katjuscha Maslowa
- 1923: Die Straße
- 1923: Der Tiger des Zirkus Farini
- 1923: Bohème
- 1923: Die Prinzessin Suwarin
- 1923: Der verlorene Schuh
- 1923/24: Gehetzte Menschen
- 1924: Der geheime Agent